# Bernd Rüthers

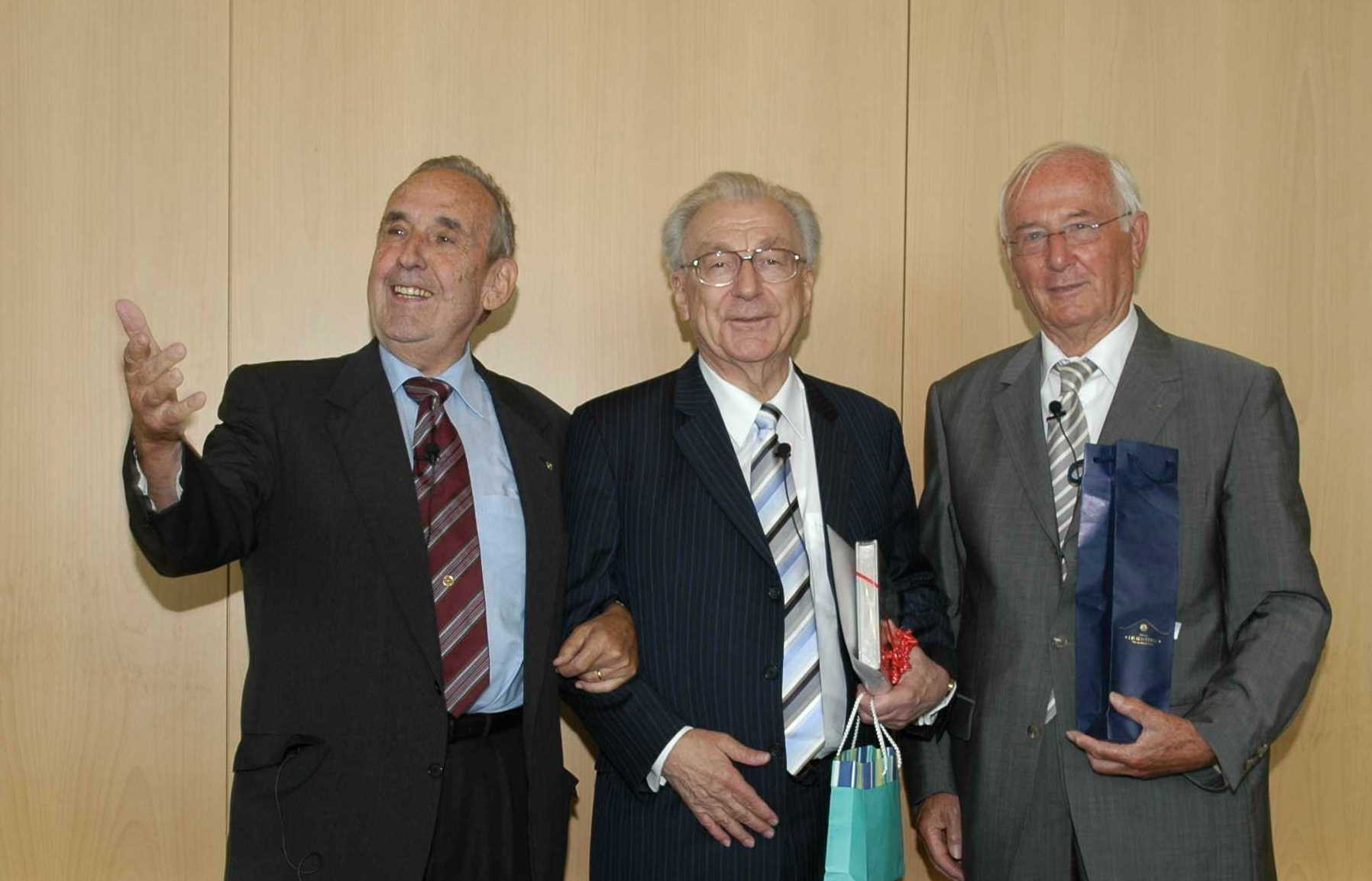
Walter Reist, Lothar Späth und Bernd Rüthers im Lilienberg-Unternehmerforum (2008)

Bernd Rüthers (* 12. Juli 1930 in Dortmund; † 22. Juni 2023) war ein deutscher Rechtswissenschaftler. Er war von 1971 bis 1998 Professor für Zivilrecht und Rechtstheorie an der Universität Konstanz und von 1991 bis 1996 deren Rektor. Von 1976 bis 1989 war er zudem Richter am Oberlandesgericht Stuttgart. Er wurde außerdem durch rechtshistorische Forschung und Veröffentlichungen zur NS-Zeit bekannt.

## Leben
Bernd Rüthers studierte in Münster Volkswirtschaft und Jura mit Schwerpunkten im Arbeitsrecht, in der Rechtsphilosophie und juristischen Methodenlehre. Er legte seine beiden juristischen Staatsexamina ab und wurde 1958 an der Westfälischen Wilhelms-Universität in Münster mit einer Arbeit über Streik und Verfassung promoviert. Von 1961 bis 1963 war er Direktionsassistent bei der Daimler-Benz AG in Stuttgart. Im Februar 1967 habilitierte er sich bei Hans Brox über die „unbegrenzte Auslegung“ des Privatrechts in der NS-Zeit, obwohl Brox ihm zuvor mit scharfen Worten von der Wahl dieses Themas abgeraten habe: „Herr Rüthers, Sie spinnen wohl! Die leben doch alle noch. Von Ihnen nimmt, wenn Sie das schreiben, kein Hund ein Stück Brot. An Rufe, wenn Sie damit habilitiert werden, ist nicht zu denken.“ Die Habilitationsschrift wurde 1968 als Buch veröffentlicht, gilt mittlerweile als Klassiker und erreichte hohe Auflagenzahlen (die 9. Auflage erschien 2022).
Von 1967 bis 1971 war Rüthers Professor an der Freien Universität Berlin (FU Berlin) und Direktor des Instituts für Rechtssoziologie und Rechtstatsachenforschung. Er war Gründungsmitglied der Notgemeinschaft für eine freie Universität sowie Mitglied des Kuratoriums der FU Berlin (1968–1971). Daran schloss sich eine Professur für Zivilrecht und Rechtstheorie an der Universität Konstanz an. Er erhielt außerdem Rufe nach Darmstadt, Bielefeld, Augsburg, Trier und zweimal Münster. Er blieb bis zu seiner Emeritierung 1998 in Konstanz, hielt bis 2010 weiterhin interdisziplinäre Seminare und Vorlesungen zum Thema Rechtsphilosophie. 
Von 1967 bis 1972 war Rüthers Mitglied des arbeitsrechtlichen Beraterkreises beim Bundesvorstand des DGB. Von 1970 bis 1977 war er Mitglied der Arbeitsgesetzbuchkommission der Bundesregierung. Von 1976 bis 1989 war er zugleich Richter am Oberlandesgericht Stuttgart. Daneben lehrte er gastweise acht Jahre Rechtsphilosophie an der Handelshochschule, später Universität St. Gallen. Im Tarifkonflikt der Metallindustrie um die 35-Stunden-Woche wirkte er 1984 als Schlichter. Von 1986 bis 1998 war Rüthers Mitglied der Ständigen Deputation des Deutschen Juristentages, 1986/87 und 1998 war er Fellow am Wissenschaftskolleg zu Berlin. Von 1991 bis 1996 war er Rektor der Universität Konstanz. Mehrfach Mitglied von universitären und staatlichen Evaluationskommissionen (Universität Bern, Universität Wien, Land Sachsen, Max-Planck-Gesellschaft). Von 2000 bis 2006 war er Vorsitzender des Hochschulrates der Pädagogischen Hochschule Weingarten. Von 1996 bis 2014 war er Vorstand der Stiftung Demoskopie Allensbach. Seit 1998 war er emeritiert.
Seit 1962 war Bernd Rüthers mit der rätoromanischen Lyrikerin Tresa Rüthers-Seeli verheiratet. Ihre gemeinsame Tochter Monica Rüthers lehrt osteuropäische Geschichte an der Universität Hamburg.
Bernd Rüthers starb im Juni 2023 im Alter von 92 Jahren.

## Wirken
Rüthers’ Interessenschwerpunkte in Forschung und Lehre waren das Arbeitsrecht, die Rechtsphilosophie, die Juristische Methodenlehre, die neuere Rechtsgeschichte, der Vergleich der rechtlichen Strukturen politischer, insbesondere totalitärer Systeme, Recht und Weltanschauung sowie Ökonomische Steuerungsfunktionen des Rechts. Hierzu verfasste er fünfzig Monographien und rund 400 Aufsätze. Sein Grundriss zur Rechtstheorie und juristische Methodenlehre (Rüthers/Fischer/Birk) ist 2022 in 12. Auflage erschienen.
Rüthers wurde bekannt mit seiner 1968 erschienenen Habilitationsschrift Die unbegrenzte Auslegung – Zum Wandel der Privatrechtsordnung im Nationalsozialismus, der ersten methodischen Analyse der Rechtsanwendung im Dritten Reich, die in neun Auflagen erschienen ist. Später setzte er sich insbesondere mit den Biographien namhafter NS- und DDR-Juristen auseinander. Im Zuge seiner Mitarbeit an einem Rechtsvergleich zwischen der BRD und der DDR in den Materialien zur Lage der Nation 1972 erweiterte er sein Forschungsgebiet auf das Thema Recht und Juristen im Wechsel der politischen Systeme. Fußend auf den Erfahrungen der Umdeutungen ganzer Rechtsordnungen im NS-Staat und im SED-Staat setzte sich Rüthers kritisch mit der Auslegungstheorie und -praxis von Justiz und Jurisprudenz in der jüngeren deutschen Vergangenheit und Gegenwart (BAG, BGH, BVerfG) auseinander. Das führte zu einer lebhaften Methodendiskussion, insbesondere über seine These „Methodenfragen sind Verfassungsfragen“. Er folgert daraus einen schleichenden Wandel, eine „heimliche Revolution“ der Bundesrepublik von einem Rechtsstaat zu einem „Richterstaat“. Höchste Rechtsquellen sind seiner Meinung nach in der Praxis nicht mehr die Verfassung und die Gesetze, sondern die rechtskräftigen Entscheidungen der obersten Gerichte. Für seine Verdienste ('leadership') auf diesem Gebiet wurde er von der US-amerikanischen Gesellschaft für Rechtsgeschichte zum Ehrenmitglied ernannt. Rüthers wirkte an der Evaluation der sechs juristischen Max-Planck-Institute, der juristischen Fakultäten in Bern und Wien sowie in der Regierungskommission des Landes Sachsen zum Ausbau der Landesuniversitäten mit.
Von 1984 bis 2015 hielt Rüthers jährlich zweimal Vorträge an der Deutschen Richterakademie Trier/Wustrau. Seine Themen waren „Recht und Juristen im Wechsel von totalitären politischen Systemen“ und „Hatten die Rechtsperversionen in den beiden deutschen Diktaturen ein Gesicht? – Juristischen Organisatoren ideologischer Rechtsumdeutungen“.
Schüler von Rüthers sind unter anderem Martin Henssler, Präsident des Deutschen Juristentages in Köln, Karl-Georg Loritz, Professor für Zivil- und Steuerrecht in Bayreuth, Christian Fischer, Professor für Zivilrecht, Arbeitsrecht, Zivilprozessrecht und Rechtstheorie in Jena und Clemens Höpfner, Professor und geschäftsführender Direktor des Instituts für Arbeits- und Wirtschaftsrecht in Köln.

## Ehrungen und Auszeichnungen
- 1967: Hans-Constantin-Paulssen-Preis
- 1990: Ludwig-Erhard-Preis für Wirtschaftspublizistik
- 1995: Hanns Martin Schleyer-Preis
- 1995: Ehrenprofessor der Jaitong-Universität Shanghai
- 1997: Forschungspreis der Ellen-und-Max-Woitschach-Stiftung für ideologiefreie Wissenschaft
- 1997: Ehrendoktorwürde der Universität Alexandru Ioan Cuza Iași
- 2000: Ehrendoktorwürde der Katholischen Universität Lublin
- 2000: Komtur des Päpstlichen Ritterordens des heiligen Gregors des Großen[2]
- 2003: Ehrenmitglied der katholischen Studentenverbindung K.D.St.V. Bodensee Konstanz im CV
- 2007: Ehrensenator der Pädagogischen Hochschule Weingarten.
- 2016: Ehrenmitglied der American Society for Legal History

## Schriften (Auswahl)
- Streik und Verfassung. Bund-Verlag, Köln 1960.
- Die unbegrenzte Auslegung. Mohr Siebeck, Tübingen 1968; 9., unveränderte, um ein Nachwort erweiterte Auflage, Tübingen 2022, ISBN 978-3-16-161723-2.
- Arbeitsrecht und politisches System. Athenäum, Frankfurt am Main 1972; 2. Auflage 1973.
- Tarifautonomie im Umbruch? Arbeitgeberverband der Metallindustrie, Köln 1977.
- Handelsgesetzbuch. HGB. [vom 10. Mai 1897]. München 1980, ISBN 3-442-08032-0.
- Universität und Gesellschaft – Thesen zu einer Entfremdung. Universitätsverlag Konstanz, Konstanz 1980.
- (Hrsg.) Freiheit und Verantwortung im Verfassungsstaat. Festgabe zum 10jährigen Jubiläum der Gesellschaft für Rechtspolitik. Beck, München 1984, ISBN 3-406-30499-0.
- Wir denken die Rechtsbegriffe um. Interfrom, Zürich 1985, ISBN 3-7201-5199-9.
- Rechtsordnung und Wertordnung. Zur Ethik und Ideologie im Recht. Universitätsverlag Konstanz, Konstanz 1986.
- Entartetes Recht. Rechtslehren und Kronjuristen im Dritten Reich. Beck, München 1989, 3. Auflage, dtv, München 1994, ISBN 3-423-04630-9. Rumänische Ausgabe: Dreptul Degenerat, übersetzt und hrsg. von Marius Balan, Editutara Universatii Iasi, 2. Aufl. 2016, ISBN 978-606-714-229-7. Spanische Ausgabe: Derecho Degenerado, übersetzt und eingeleitet von Juan Antonio Garcia Amado, Catedra De Cultura Juridica, Marcial Pons, Madrid/Barcelona/Buenos Aires/Sao Paulo 2016, ISBN 978-84-9123-068-7.
- Carl Schmitt im Dritten Reich. Beck, München 1989; 2. Auflage 1990, ISBN 3-406-34701-0.; Japanische Übersetzung: Fukosha Publishers Limited by Orion Literary Agency, Tokyo 1997; Spanische Übersetzung: Universidad Externado de Colombia, 2004.
- Das Ungerechte an der Gerechtigkeit. Interfrom, Zürich 1991; 3. Auflage, Mohr Siebeck, Tübingen 2009.
- Ideologie und Recht im Systemwechsel. Ein Beitrag zur Ideologieanfälligkeit geistiger Berufe. Beck, München 1992; 2. Auflage: Die Wende-Experten. Beck, München 1995.
- Immer auf der Höhe des Zeitgeistes? Wissenschaft im Wandel der politischen Systeme am Beispiel der Jurisprudenz (= Konstanzer Universitätsreden. Band 191). Universitätsverlag Konstanz, Konstanz 1993, ISBN 3-87940-472-0.
- Beschäftigungskrise und Arbeitsrecht. Frankfurter Institut/Stiftung Marktwirtschaft und Politik, Bad Homburg 1996, ISBN 3-89015-054-3.
- Zeitgeist und Recht. Bachem, Köln 1997.
- Hans Brox: Arbeitsrecht. 13., neubearbeitete Auflage (fortgeführt von Bernd Rüthers). Kohlhammer, Stuttgart 1997; 18. Auflage (fortgeführt von Bernd Rüthers und Martin Henssler) 2011, ISBN 978-3-17-021515-3.
- Rechtstheorie. Begriff, Geltung und Anwendung des Rechts. Beck, München 1999; 10. Auflage (mit Christian Fischer, Axel Birk): Rechtstheorie und Juristische Methodenlehre. Beck, München 2018, ISBN 978-3-406-60126-2; chinesische Übersetzung: Law Press, Peking 2003, 2013.
- Die Arbeitsgesellschaft im Umbruch. Bachem, Köln 2000.
- Geschönte Geschichten – Geschonte Biographien. Sozialisationskohorten in Wendeliteraturen. Mohr Siebeck, Tübingen 2001; 2., um ein Nachwort erweiterte Auflage 2015.
- Toleranz in einer Gesellschaft im Umbruch. Universitätsverlag Konstanz, Konstanz 2005.
- Verräter, Zufallshelden oder Gewissen der Nation? Facetten des Widerstandes in Deutschland. Mohr Siebeck, Tübingen 2008, ISBN 978-3-16-149751-3.
- Methodenfragen als Verfassungsfragen. In: Rechtstheorie 40 (2009), Heft 3, S. 253–283.
- Die einsamen Außenseiter. Deutscher Widerstand im Lichte des wechselnden Zeitgeistes. Universitätsverlag Konstanz, Konstanz 2010.
- Die heimliche Revolution vom Rechtsstaat zum Richterstaat. Verfassung und Methoden. Mohr Siebeck, Tübingen 2014; 2. Auflage 2016; Italienische Ausgabe: Diretta da Agostino Carrino e Aljs Vignudelli 7, Modena 2012, ISBN 978-88-7000-776-3. Spanische Ausgabe: La revolución secreta, Übersetzung und Einleitung von Francisco J. Campos Zamora, Marcial Pons, Madrid, ISBN 978-84-9123763-1.
- über 400 Aufsätze, 50 Urteilsanmerkungen, 110 Buchrezensionen